# Lewis Camden
Pour les articles homonymes, voir Camden.
Lewis Camden, né le 17 mars 1953 à Saint-Patrice-de-Beaurivage, est un fonctionnaire et homme politique québécois lotbiniérain, député de Lotbinière à l'Assemblée nationale du Québec sous la bannière du Parti libéral du Québec des élections générales de 1985 aux élections générales de 1994, dans lesquelles il est battu par le péquiste Jean-Guy Paré. Par la suite, il est maire de Saint-Patrice-de-Beaurivage de 2009 à 2013.

## Biographie

### Jeunesse et carrière avant la politique
Lewis Camden naît en le 17 mars 1953 à Saint-Patrice-de-Beaurivage du mécanicien Patrick Camden et de Louise Morin. Il a une sœur, Carole Camden. Il étudie à la Polyvalente Benoît-Vachon à Sainte-Marie-de-Beauce, puis au Collège de Lévis. Il termine son baccalauréat en science politique à l'Université Laval en 1978,,.
En 1976, il est secrétaire du député provincial de Lotbinière Georges Massicotte et membre du comité d'information pour la campagne publicitaire des élections de 1976 dans la région de Québec. Deux ans plus tard, il est président de la campagne de financement populaire du Parti libéral du Québec. En 1979, il est adjoint au directeur du scrutin de Lotbinière, puis est adjoint du député fédéral de Lotbinière Jean-Guy Dubois de 1980 à 1984,. 

### Carrière politique
En 1985, il est élu député libéral à l'Assemblée nationale du Québec dans Lotbinière, en défaisant le député péquiste sortant Rodrigue Biron,,. Du 5 février 1986 au 15 mars 1988, il est membre de la Commission sur l'agriculture, la pêche et l'alimentation. Du 12 mars 1987 au 9 août 1989, Camden est membre de la Commission de planification et d'aménagement. De 1986 à 1989, il fait partie du caucus des ministres du sous-comité sur l'agriculture, de l'équipe de planification pour le bétail laitier et du caucus du sous-comité sur les Affaires municipales. De 1987 à 1989, il participe au comité de coopération France-Québec. En avril 1988, à l'annonce de la fermeture de l'usine Pantalons Star à Laurierville, le député Camden intervient pour sauver l'emploi de 135 personnes. Avec le député voisin Laurier Gardner, qui dans sa circonscription voit aussi des personnes touchées par la fermeture, il fait pression au chef de l'entreprise. Aux élections fédérales qui ont lieu fin 1988, Camden donne son appui au libéral Pierre Lajeunesse, son ami, ce qui irrite le progressiste-conservateur Maurice Tremblay, qui finit par gagner dans la circonscription. Camden rectifie son avis plus tard, affirmant qu'il n'a jamais été contre Tremblay, mais a simplement appuyé un ami,. Aux élections de 1989, il est réélu en remportant l'élection sur le péquiste Alonzo le Blanc,,. 
De 1988 à 1990, il est membre du conseil d'administration de la Conférence socioéconomique de la région Chaudière-Appalaches, puis à partir de 1991, du Conseil régional de concertation et de développement de la région Chaudière-Appalaches. À partir de 1992, il est membre du conseil régional de développement de la région Mauricie-Bois-Francs-Drummond. Du 10 mars 1994 au 24 juillet de la même année, il est vice-président de la Commission des affaires sociales,. Il est défait de peu par le péquiste Jean-Guy Paré aux élections de 1994,.
Le 1er novembre 2009, il est choisi pour devenir le maire de sa municipalité, Saint-Patrice-de-Beaurivage. Il ne rencontre aucune opposition. Alors qu'il est maire, la municipalité fait face à la crue estivale de la Beaurivage. Il organise l'évacuation des douzaines de maisons concernées et relocalise les résidents touchés temporairement au gymnase de l'école la Source. Il ne poursuit pas un second mandat et est remplacé en 2013 par Claude Fortin.

### Après la vie politique
Du 17 avril 2013 au 30 juin 2018, en tant que membre de l'Association des professionnels du dépannage du Québec, Camden et son collègue Réjean Breton entrent en contact avec Richard Dionne du ministère des Transports pour modifier des clauses dans les contrats accordés aux compagnies de remorquage.
Il fait partie du conseil d'administration de la fondation Jean-Charles Bonenfant, dont le but est d'aider les jeunes au Québec à s'épanouir.
Il s'implique dans le conseil d'administration de l'Amicale des anciens parlementaires de l'Assemblée nationale du Québec en tant qu'administrateur de mai 2005 à mai 2006, vice-président de mai 2006 à mai 2008 et administrateur de mai 2008 à mai 2009. 

## Résultats électoraux
| Élections municipales québécoises de 2009 à Saint-Patrice-de-Beaurivage |             |                          |                 |     |
| Partis | Partis      | Candidats pour la mairie | Vote            | %   |
| | Indépendant | Lewis Camden             | Sans opposition | 100 |
| Taux de participation : N/A |             |                          |                 |     |
| Source : « Élections municpales de 2009 - Candidatures et résultats pour Sainte-Patrice-de-Beaurivage », sur Ministre des Affaires municipales, des Régions et de l'Occupation du territoire, 16 novembre 2009 à 15h43 (consulté le 26 mars 2023). |             |                          |                 |     |

|                                                                                               | Nom                    | Parti           | Nombre de voix | %      | Maj. |
| --------------------------------------------------------------------------------------------- | ---------------------- | --------------- | -------------- | ------ | ---- |
|                                                                                               | Jean-Guy Paré          | Parti québécois | 10 398         | 45,6 % | 283  |
|                                                                                               | Lewis Camden (sortant) | Libéral         | 10 115         | 44,3 % | -    |
|                                                                                               | Denis Cameron          | Indépendant     | 2 308          | 10,1 % | -    |
| Total                                                                                         | Total                  | Total           | 22 821         | 100 %  |      |
| Le taux de participation lors de l'élection était de 80,9 % et 558 bulletins ont été rejetés. |                        |                 |                |        |      |

|                                                                                               | Nom                    | Parti           | Nombre de voix | %      | Maj.  |
| --------------------------------------------------------------------------------------------- | ---------------------- | --------------- | -------------- | ------ | ----- |
|                                                                                               | Lewis Camden (sortant) | Libéral         | 13 335         | 59,8 % | 5 593 |
|                                                                                               | Alonzo Le Blanc        | Parti québécois | 7 742          | 34,7 % | -     |
|                                                                                               | Allen Guilbert         | NPD Québec      | 616            | 2,8 %  | -     |
|                                                                                               | Martin Bussières       | Parti citron    | 589            | 2,6 %  | -     |
| Total                                                                                         | Total                  | Total           | 22 282         | 100 %  |       |
| Le taux de participation lors de l'élection était de 78,3 % et 453 bulletins ont été rejetés. |                        |                 |                |        |       |

|                                                                                               | Nom                      | Parti               | Nombre de voix | %      | Maj.  |
| --------------------------------------------------------------------------------------------- | ------------------------ | ------------------- | -------------- | ------ | ----- |
|                                                                                               | Lewis Camden             | Libéral             | 12 382         | 53,5 % | 1 945 |
|                                                                                               | Rodrigue Biron (sortant) | Parti québécois     | 10 437         | 45,1 % | -     |
|                                                                                               | Guy Martin               | Socialisme chrétien | 317            | 1,4 %  | -     |
| Total                                                                                         | Total                    | Total               | 23 136         | 100 %  |       |
| Le taux de participation lors de l'élection était de 81,1 % et 386 bulletins ont été rejetés. |                          |                     |                |        |       |

### Médiagraphie
- Jean Cournoyer, « Camden (Lewis) », sur La Mémoire du Québec, 6 janvier 2022 à 3h03 (consulté le 26 mars 2023).